# Curtis Judson Humphreys
Curtis Judson Humphreys, ameriški fizik, * 17. februar 1898, Alliance, Ohio, ZDA, † november 1986.

## Delo
Humpreys je odkril skupino spektralnih črt, ki je znana kot Humphreyjeva serija.

## Priznanja
Nagrade
Prejel je Mornariško medaljo za dosežke v znanosti, Nagrado Williama F. Meggersa
1. ↑  Find a Grave — 1996.